# Warren Foegele
Warren Foegele (* 1. April 1996 in Markham, Ontario) ist ein kanadischer Eishockeyspieler, der seit Juli 2024 bei den Los Angeles Kings aus der National Hockey League unter Vertrag steht und dort auf der Position des linken Flügelstürmers spielt.

## Karriere
Foegele spielte als Jugendlicher zunächst in der Umgebung seiner Geburtsstadt Markham in der Provinz Ontario. Im Sommer 2012 zog es den Flügelstürmer dann an das St. Andrew’s College in Aurora. Parallel zu seiner Ausbildung an der Privatschule spielte er die folgenden zwei Jahre für das Eishockeyteam seiner Schule in der Conference of Independent Schools of Ontario Athletic Association (CISAA). Mit der Schule feierte Foegele mehrere Meisterschaften, ehe er im Sommer 2014 im NHL Entry Draft 2014 in der dritten Runde an 67. Stelle von den Carolina Hurricanes aus der National Hockey League ausgewählt wurde. Ebenso wurde er im selben Sommer von den Juniorenligen Ontario Hockey League und United States Hockey League in deren Drafts von Mannschaften gezogen. Daraufhin wechselte er in die Vereinigten Staaten und setzte seine Ausbildung zunächst an der University of New Hampshire fort. Dort hatte er sich zunächst für den Sommer 2015 angekündigt und wollte das Spieljahr 2014/15 in der British Columbia Hockey League bei den Penticton Vees verbringen. Wie schon zuvor spielte er an der UNH für das Eishockeyprogramm seines Ausbilders – in diesem Fall in der Hockey East, einer Division im Spielbetrieb der National Collegiate Athletic Association.
Nachdem der Angreifer im ersten Jahr dort 16 Scorerpunkte in 34 Einsätzen gesammelt hatte, brach er seine Ausbildung Ende Oktober 2015 kurzfristig ab und wechselte umgehend zu den Kingston Frontenacs in die Ontario Hockey League. In seiner kanadischen Heimat verbrachte Foegele eineinhalb Spielzeiten, ehe er im Januar 2017 zum Ligakonkurrenten Erie Otters transferiert wurde. Mit den Otters gewann der Stürmer am Saisonende die Meisterschaft der OHL in Form des J. Ross Robertson Cups. Obwohl Foegele mit 26 Playoff-Punkten hinter Alex DeBrincat, Dylan Strome, Anthony Cirelli und Taylor Raddysh teamintern nur fünftbester Scorer war, erhielt er den Wayne Gretzky 99 Award als wertvollster Spieler der Playoffs.
Zur Saison 2017/18 wechselte der mittlerweile 21-Jährige in den Profibereich, nachdem er März 2017 einen Vertrag bei den Carolina Hurricanes unterzeichnet hatte. Foegele kam in der Organisation Carolinas zunächst bei deren Farmteam, den Charlotte Checkers, aus der American Hockey League zum Einsatz. Nachdem er dort 46 Punkte in 73 Spielen gesammelt hatte, wurde er zum Saisonende erstmals in den NHL-Kader der Hurricanes berufen, wo er schließlich auch debütierte. Mit Beginn der Saison 2018/19 erhielt er einen Stammplatz im Aufgebot und gehörte dem Stammkader bis zum Juli 2021 an, ehe er im Tausch für Ethan Bear zu den Edmonton Oilers transferiert wurde. Diese statteten ihn kurz nach dem Transfer mit einem Dreijahresvertrag aus, der ihm ein durchschnittliches Jahresgehalt von 2,75 Millionen US-Dollar einbringen soll. In den Playoffs 2024 erreichte er mit den Oilers das Finale um den Stanley Cup, unterlag dort allerdings den Florida Panthers mit 3:4. Anschließend wechselte er im Juli 2024 als Free Agent zu den Los Angeles Kings.

## Erfolge und Auszeichnungen
- 2017 J.-Ross-Robertson-Cup-Gewinn mit den Erie Otters
- 2017 Wayne Gretzky 99 Award
- 2018 Teilnahme am AHL All-Star Classic

## Karrierestatistik
Stand: Ende der Saison 2024/25
(Legende zur Spielerstatistik: Sp oder GP = absolvierte Spiele; T oder G = erzielte Tore; V oder A = erzielte Assists; Pkt oder Pts = erzielte Scorerpunkte; SM oder PIM = erhaltene Strafminuten; +/− = Plus/Minus-Bilanz; PP = erzielte Überzahltore; SH = erzielte Unterzahltore; GW = erzielte Siegtore; 1 Play-downs/Relegation; Kursiv: Statistik nicht vollständig)